# Timo Hildebrand
Timo Hildebrand (født 5. april 1979 i Worms) er en tysk tidligere fodboldspiller.
Han spillede gennem karrieren for blandt andet VfB Stuttgart, Valencia og Hoffenheim og nåede desuden syv kampe for det tyske landshold.